# FA Cup 1878-1879
De FA Cup 1878-1879 was de 8ste editie van de oudste bekercompetitie van de wereld in het voetbal, de Engelse FA Cup. De FA Cup werd gewonnen door Old Etonians. Het was de eerste eindwinst voor deze club, nadat men al tweemaal een finale had gespeeld. Aan het toernooi zouden 43 ploeg meedoen, hoewel zes er van nooit een match speelden.

## Voorrondes

### Eerste ronde
| Thuisclub            | Uitslag  | Bezoekers            | Datum            |
| -------------------- | -------- | -------------------- | ---------------- |
| Darwen               | Walkover | Birch                |                  |
| Reading              | 1-0      | Hendon               | 9 november 1878  |
| Sheffield            | 1-1      | Grantham             | 28 oktober 1878  |
| Barnes               | 1-1      | Maidenhead           | 19 oktober 1878  |
| Royal Engineers      | 3-0      | Old Foresters        | 9 november 1878  |
| Clapham Rovers       | Walkover | Finchley             |                  |
| Upton Park           | 5-0      | Saffron Walden Town  | 30 oktober 1878  |
| Wanderers            | 2-7      | Old Etonians         | 9 november 1878  |
| South Norwood        | Walkover | Leyton               |                  |
| Oxford University    | 7-0      | Wednesbury Strollers | 2 oktober 1878   |
| Swifts               | 2-1      | Hawks                | 9 november 1878  |
| Cambridge University | 2-0      | Herts Rangers        | 9 november 1878  |
| Panthers             | Walkover | Runnymede            |                  |
| Forest School        | 7-2      | Rochester            | 2 november 1878  |
| Old Harrovians       | 8-0      | Southill Park        | 2 november 1878  |
| Notts County         | 1-3      | Nottingham Forest    | 16 november 1878 |
| Remnants             | Walkover | Unity                |                  |
| Minerva              | Walkover | 105th Regiment       |                  |
| Eagley               | Bye      |                      |                  |
| Romford              | 3-1      | Ramblers             | 2 november 1878  |
| Grey Friars          | 2-1      | Marlow               | 9 november 1878  |
| Brentwood            | 1-3      | Pilgrims             | 9 november 1878  |

### Eerste ronde - Replays
| Thuisclub  | Uitslag | Bezoekers | Datum            |
| ---------- | ------- | --------- | ---------------- |
| Grantham   | 1-3     | Sheffield | 16 november 1878 |
| Maidenhead | 0-4     | Barnes    | 9 november 1878  |

### Tweede ronde
| Thuisclub            | Uitslag | Bezoekers       | Datum            |
| -------------------- | ------- | --------------- | ---------------- |
| Darwen               | 0-0     | Eagley          | 7 december 1878  |
| Reading              | 0-1     | Old Etonians    | 18 december 1878 |
| Barnes               | 3-2     | Upton Park      | 4 januari 1879   |
| Clapham Rovers       | 10-1    | Forest School   | 7 december 1878  |
| Oxford University    | 4-0     | Royal Engineers | 7 december 1878  |
| Swifts               | 3-1     | Romford         | 21 december 1878 |
| Cambridge University | 3-0     | South Norwood   | 4 december 1878  |
| Old Harrovians       | 3-0     | Panthers        | 21 december 1878 |
| Remnants             | 6-2     | Pilgrims        | 21 december 1878 |
| Nottingham Forest    | 2-0     | Sheffield       | 21 december 1878 |
| Grey Friars          | 0-3     | Minerva         | 7 december 1878  |

### Tweede ronde - Replay
| Thuisclub | Uitslag | Bezoekers | Datum            |
| --------- | ------- | --------- | ---------------- |
| Darwen    | 4-1     | Eagley    | 21 december 1878 |

### Derde ronde
| Thuisclub         | Uitslag | Bezoekers            | Datum           |
| ----------------- | ------- | -------------------- | --------------- |
| Clapham Rovers    | 1-0     | Cambridge University | 6 februari 1879 |
| Oxford University | 2-1     | Barnes               | 6 februari 1879 |
| Old Etonians      | 5-2     | Minerva              | 11 januari 1879 |
| Swifts            | Bye     |                      |                 |
| Old Harrovians    | 0-2     | Nottingham Forest    | 28 januari 1878 |
| Remnants          | 2-3     | Darwen               | 30 januari 1879 |

### Vierde ronde
| Thuisclub         | Uitslag | Bezoekers         | Datum            |
| ----------------- | ------- | ----------------- | ---------------- |
| Clapham Rovers    | 8-1     | Swifts            | 8 maart 1879     |
| Old Etonians      | 5-5     | Darwen            | 13 februari 1879 |
| Nottingham Forest | 2-1     | Oxford University | 25 februari 1879 |

### Vierde ronde - Replays
| Thuisclub    | Uitslag | Bezoekers | Datum         |
| ------------ | ------- | --------- | ------------- |
| Old Etonians | 2-2     | Darwen    | 8 maart 1879  |
| Old Etonians | 6-2     | Darwen    | 15 maart 1879 |

## Halve finale
| Thuisclub      | Uitslag | Bezoekers         | Datum         |
| -------------- | ------- | ----------------- | ------------- |
| Clapham Rovers | Bye     |                   |               |
| Old Etonians   | 2-1     | Nottingham Forest | 22 maart 1879 |

## Finale
| Thuisclub    | Uitslag | Bezoekers      | Datum         |
| ------------ | ------- | -------------- | ------------- |
| Old Etonians | 1-0     | Clapham Rovers | 29 maart 1879 |